# Día especial
 (mars 2012).
Si vous disposez d'ouvrages ou d'articles de référence ou si vous connaissez des sites web de qualité traitant du thème abordé ici, merci de compléter l'article en donnant les références utiles à sa vérifiabilité et en les liant à la section « Notes et références ».
Día especial est une chanson de Shakira, écrit par elle et le musicien rock argentin Gustavo Cerati, qui ont collaboré sur la chanson à la guitare et au chant. Le single est sur son album Fijación Oral Vol. 1, publié le 6 juin 2005.
Cette chanson est un style singulier qui rappelle l'amour et les opportunités présentés cet article est influencé par le style de ballades rimtos opéra et influences musicales pop.

## Liste
Sans jamais être publié comme un seul, Día especial est venu à occuper la 26 # dans le classement Airplay.1 Pop latine a été maintenue pendant 19 semaines.
Il est même apparu dans le Latin World Top 30 singles, est resté pendant 6 semaines, et le son sur la seule radio a atteint # 22.